# 臺灣蝦夷蟬
臺灣蝦夷蟬（学名：Auritibicen chujoi）为蟬科蝦夷蟬屬下的一个种。